# Бремен (Гросдубрау)
Бре́мен или Бре́мё (нем. Brehmen; в.-луж. Brěmjoо файле) — деревня в Верхней Лужице, Германия. Входит в состав коммуны Гросдубрау района Баутцен в земле Саксония. Подчиняется административному округу Дрезден.

## География
Находится примерно в 15 километрах севернее от города Баутцен на территории биосферного заповедника «Пустоши и озёра Верхней Лужицы». Через деревню проходит автомобильная дорога 7210, которая соединяет её через два километра с автомобильной дорогой 156 в деревне Зджер.
Соседние населённые пункты: на востоке — деревня Зджер, на юго-западе — административный центр коммуны Гросдубрау и на западе — деревня Хрост.

## История
Впервые упоминается в 1419 году под наименованием Brehnn.
С 1936 года входит в современную коммуну Гросдубрау.
В настоящее время деревня входит в состав культурно-территориальной автономии «Лужицкая поселенческая область», на территории которой действуют законодательные акты земель Саксонии и Бранденбурга, содействующие сохранению лужицких языков и культуры лужичан.
Исторические немецкие наименования
- Brehnn, 1419
- Brehmen, 1519
- Brenno, 1574
- Brenn, 1599
- Brehmen, 1759
- Bremen, 1780

## Население
Официальным языком в населённом пункте, помимо немецкого, является также верхнелужицкий язык.
Согласно статистическому сочинению «Dodawki k statisticy a etnografiji łužickich Serbow» Арношта Муки в 1884 году в деревне проживало 129 человек (из них — 127 серболужичан (98 %)).
| 1834 | 1871 | 1890 | 1910 | 1925 |
| ---- | ---- | ---- | ---- | ---- |
| 111  | 127  | 110  | 124  | 164  |

## Известные жители и уроженцы
- Михал Лешава (1843—1862) — студент и основатель иллюстрированного журнала «Serb» (Лужичанин).